# Dekanat Dingolfing
Das Dekanat Dingolfing war eins der (bis 2022) 33 Dekanate des Bistums Regensburg. Zum 1. März 2022 wurde es mit den Nachbardekanaten Eggenfelden und Frontenhausen-Pilsting zum Dekanat Dingolfing-Eggenfelden zusammengelegt. Es gehört zur Region II – Landshut des Bistums.

## Liste
Zum Dekanat gehörten die nachfolgend aufgeführten Pfarreien (Stand: 2013). Die unabhängigen Pfarreien bzw. die Sitzpfarreien der Pfarrverbände sind in erster Linie aufgeführt, darunter ggf. die übrigen Mitgliedespfarreien des jeweiligen Pfarrverbandes. Alle zu einer Pfarrei gehörigen Exposituren, Benefizien, und Filialkirchen werden direkt nach der jeweiligen Pfarrei aufgelistet. Die Liste ist alphabetisch nach den Ortsnamen der unabhängigen Pfarreien geordnet.
- Pfarrei St. Johannes, Dingolfing, dazugehörig Expositur Hl. Drei Könige, Frauenbiburg, Nebenkirche Hl. Dreifaltigkeit, Dingolfing, Nebenkirche St. Thekla (Friedhofskirche), Dingolfing, Nebenkirche Geißelung Christi, Dingolfing, Nebenkirche Unbefleckte Empfängnis (Klosterkirche der Klarissen), Dingolfing und Nebenkirche St. Ägidius, Brunn
- Pfarrei St. Josef der Arbeiter, Dingolfing, dazugehörig Filialkirche St. Antonius, Dingolfing
- Pfarrei St. Stefan, Gottfrieding, dazugehörig Filiale St. Laurentius, Frichlkofen und Nebenkirche Sieben Schmerzen Mariens, Hackerskofen
- Pfarrei St. Margareta, Hofdorf, dazugehörig Nebenkirche St. Wolfgang (Ottending), dazugehörig Expositur St. Leonhard, Hagenau mit Nebenkirche Petrus und Paulus, Pramersbuch;
  - Pfarrei St. Michael, Steinbach, dazugehörig Filiale Martin und Nikolaus, Pram
- Pfarrei St. Peter und Paul, Loiching, dazugehörig Expositur St. Jakob, Wendelskirchen, Filiale St. Stefanus, Oberspechtrain, Filiale St. Leonhard, Weigendorf, Nebenkirche St. Elisabeth, Göttersdorf, Nebenkirche St. Andreas, Gummering und Nebenkirche St. Stephan, Süßbach
- Pfarrei Mariä Verkündigung, Mengkofen, dazugehörig Benefizium St. Josef, Tunzenberg, Expositur Mariä Himmelfahrt, Hüttenkofen, Filiale St. Georg, Weichshofen, Nebenkirche Christus in der Rast, Mengkofen, Nebenkirche St. Stephan, Dengkofen
- Pfarrei Mariä Himmelfahrt, Niederviehbach, dazugehörig Nebenkirche Klosterkirche, Niederviehbach, Nebenkirche Johannes und Paulus, Eschlbach, Nebenkirche Jakobus der Ältere, Hüttenkofen;
  - Pfarrei St. Georg, Oberviehbach, dazugehörig Nebenkirche Maria Magdalena, Walperstetten
- Pfarrei St. Johannes, Ottering, dazugehörig Benefizium Mariä Himmelfahrt, Moosthenning mit Nebenkirche Hl. Maria, Forst und Filiale St. Ägidius, Lengthal, Expositur St. Martin, Dornwang, Expositur Hl. Dreifaltigkeit, Dreifaltigkeitsberg, Filialkirche Johannes von Nepomuk, Thürnthenning, Nebenkirche Maria Hilf, Gattering, Nebenkirche St. Stephan, Großweiher, Nebenkirche St. Magdalena, Oberdaching, Nebenkirche St. Kilian, Schöndorf, Filialkirche St. Nikolaus, Rimbach
- Pfarrei St. Vitus, Teisbach, dazugehörig Nebenkirche Christus auf dem Dreikant - Heimlichleiden, Oberteisbach und St. Martin, Piegendorf
- Pfarrei St. Katharina, Tunding;
  - Pfarrei St. Martin, Martinsbuch

Eine weitere Zusammenfassung der Pfarreien in fünf Seelsorgeeinheiten ist geplant:
1. Hagenau, Hofdorf, Hüttenkofen, Martinsbuch, Mengkofen, Steinbach, Tunding, Tunzenberg
2. Dornwang, Dreifaltigkeitsberg, Moosthenning, Ottering
3. Loiching, Niederviehbach, Oberviehbach, Wendelskirchen
4. Dingolfing-St. Johannes, Frauenbiburg, Teisbach
5. Dingolfing-St. Josef, Gottfrieding